# Kim cương
Kim cương là một trong hai những dạng thù hình quý được biết đến nhiều nhất của carbon (dạng còn lại là than chì), có độ cứng rất cao và khả năng khúc xạ cực tốt làm cho nó có rất nhiều ứng dụng trong cả công nghiệp và ngành kim hoàn. Kim cương được cho là một loại khoáng sản với những tính chất vật lý hoàn hảo. Chúng là những vật liệu tốt để tạo ra các bề mặt nhám và chỉ có những viên kim cương khác, những tinh thể carbon dạng lồng hay ADNR mới có thể cắt kim cương được. Điều đó có nghĩa là chúng có thể giữ bề mặt đánh bóng rất lâu và rất tốt. Khoảng 150 triệu cara (30.000 kg) kim cương được khai thác mỗi năm với tổng giá trị là 10 tỷ đô la Mỹ. Ngoài ra khoảng 100.000 kg kim cương hàng năm được điều chế nhân tạo.
Tên gọi kim cương trong nhiều ngôn ngữ châu Âu đến từ tiếng Hy Lạp adamas (αδάμας có nghĩa là "không thể phá hủy"). Chúng đã được sưu tầm như một loại đá quý và sử dụng trên những biểu tượng tôn giáo của người Ấn Độ cổ cách đây ít nhất 2.500 năm. Người ta còn tìm thấy kim cương đầu mũi khoan, cũng là dụng cụ để khắc lên đá đối với người cổ đại. Sự phổ biến của kim cương tăng lên ở thế kỷ XIX, khi những kỹ thuật đánh bóng và cắt đã đạt đến một trình độ nhất định, kinh tế thế giới đã phát triển, và những nhà kim hoàn bắt đầu những chiến dịch quảng cáo rầm rộ.
Một viên kim cương được đánh giá theo một hệ thống chất lượng 4C: "carat" (khối lượng), "clarity" (độ trong suốt), "color" (màu sắc) và "cut" (cách cắt) và hiện nay có khi người ta còn đánh giá theo tiêu chuẩn 6C, thêm "cost" (giá cả) và certification (giấy chứng nhận, kiểm định). Chỉ khoảng 20% sản lượng kim cương trên thế giới được dùng làm hàng trang sức, 80% kim cương kém phẩm chất hơn được sử dụng trong công nghiệp và các ứng dụng nghiên cứu. Mặc dù kim cương nhân tạo được sản xuất với khối lượng gần gấp 4 lần so với kim cương tự nhiên nhưng phần lớn chúng được dùng vào mục đích công nghiệp vì hầu hết chúng là những viên kim cương nhỏ và không hoàn hảo, tuy hiện điều này đã cải thiện rõ rệt với những công nghệ làm kim cương nhân tạo mới.
Khoảng 49% kim cương được khai thác ở Trung Phi và Nam Phi, mặc dù một số lượng lớn kim cương cũng được tìm thấy ở Canada, Ấn Độ, Nga, Brasil, Úc. Hầu hết chúng được khai thác ở những miệng núi lửa đã tắt, sâu trong lòng Trái Đất nơi mà áp suất và nhiệt độ cao làm thay đổi cấu trúc của các tinh thể. Việc khai thác kim cương cũng là nội dung của những cuộc tranh chấp. Cũng có một số tranh cãi rằng tập đoàn De Beers đã lợi dụng độc quyền trong ngành cung cấp kim cương để điều khiển giá cả của thị trường, mặc dù thị phần công ty đã giảm xuống 50% trong những năm gần đây.

### Sự hình thành

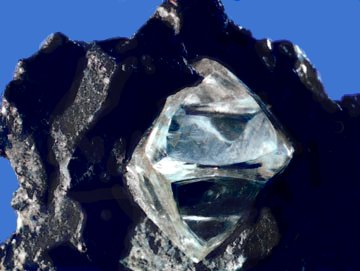
Kim cương thiên nhiên

### Kim cương ở bề mặt Trái Đất

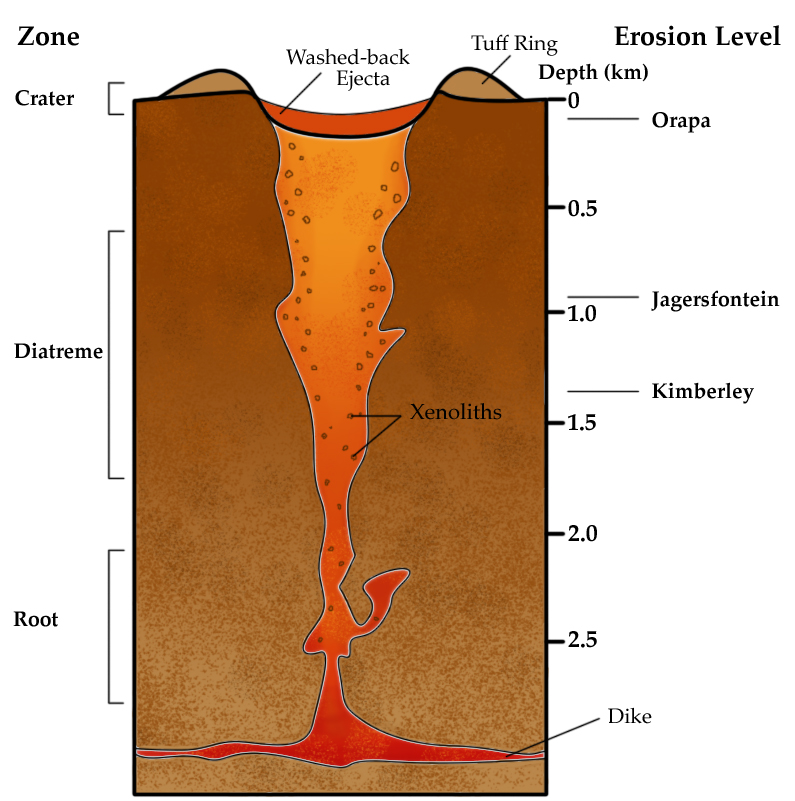
Cấu trúc một núi lửa

### Màu sắc

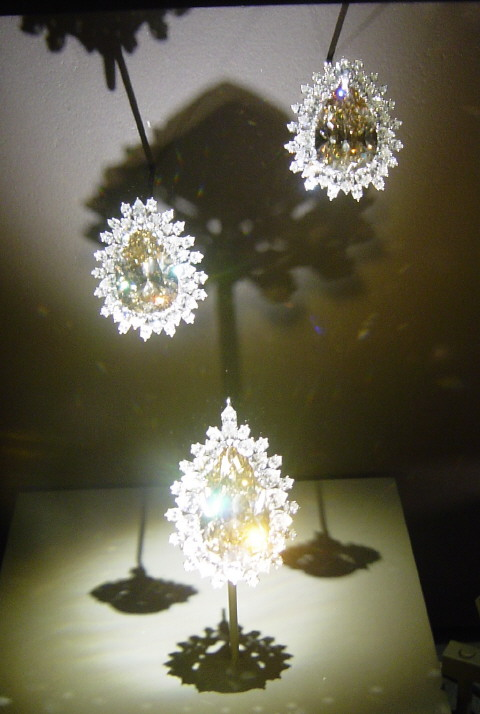
Một bộ nữ trang kim cương

### Cắt sắt

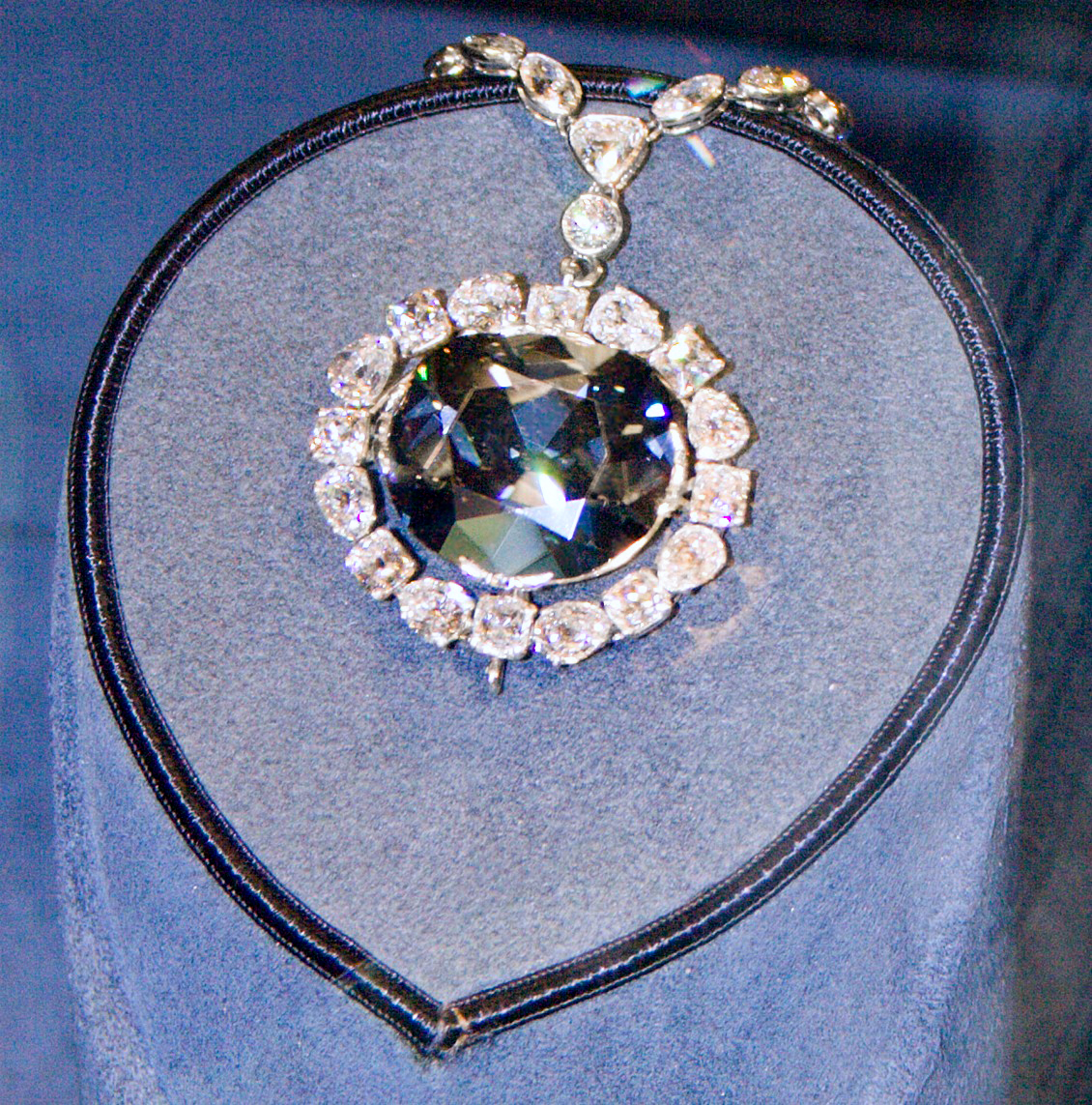
Viên kim cương Hope

#### Độ cứng

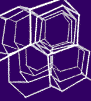
Độ cứng của kim cương giúp phân biệt nó với than chì